# Nani Bregvadze
Nani Bregvadze (gruzijsko ნანი ბრეგვაძე; rusko Нани Брегвадзе), gruzijska pevka, * 21. julij 1936, Tbilisi. 
Rodila se je 21. julija 1936 v gruzijskem glavnem mestu Tbilisiju. Glasbeno kariero je začela še v časih Sovjetske zveze; široko prepoznavnost je dosegla z nastopom na 6. svetovnem festivalu mladine in študentov leta 1957. Nastopa samostojno in z glasbenimi skupinami.
Je nekdanja vokalistka gruzijske skupine Orera. Med njene pesmi spadajo Snegopad ("Sneženje"), Bolšak (pozneje ga je prevzela Ala Pugačova) in Dorogoj dlinnoju. Po uspešni samostojni karieri v začetku sedemdesetih let je Nani Bregvadze izdala več ruskih in romskih romanc. Leta 1983 je bila imenovana za ljudsko umetnico Sovjetske zveze. Od leta 2007 živi v Moskvi, kjer je vodila enoto za popularno in jazz glasbo na Moskovski državni umetniško-kulturni univerzi. Od leta 1995 je častna meščanka Tbilisija.